# Trifurcula aegilopidella
Trifurcula aegilopidella är en fjärilsart som beskrevs av Josef Wilhelm Klimesch 1978. Trifurcula aegilopidella ingår i släktet Trifurcula och familjen dvärgmalar. Inga underarter finns listade i Catalogue of Life.